# Paul Christian Hilscher (Theologe)
Paul Christian Hilscher (* 11. März 1666 in Waldheim; † 3. August 1730 in Dresden) war ein deutscher lutherischer Geistlicher und Theologe.

## Leben
Hilscher stammte aus einer Theologenfamilie. Sein Vater Christian Hilscher war Pastor und Inspektor in Waldheim. Er absolvierte ab 1681 die Fürstenschule Grimma bevor er 1685 das Studium an der Universität Leipzig aufnahm. Er erlangte 1686 den Grad eines Bakkalaureus der Philosophie und 1688 den Magistergrad. Sein Theologiestudium war insbesondere von Johann Benedict Carpzov II. und Adam Rechenberg beeinflusst. 1694 erlangte er den Grad eines Bakkalaureus der Theologie. Bereits 1693 war er zum Assessor der Philosophischen Fakultät ernannt worden. 
Hilscher folgte allerdings nicht dem ursprünglichen Plan, eine akademische Laufbahn einzuschlagen, sondern 1695 einem Ruf als Diakon nach Dresden. Hier sollte er bis zu seinem Lebensende bleiben. 1704 stieg er zum Pastor der Dreikönigskirche in Dresden auf. Er galt als Gesinnungsgenosse des Dresdner Superintendenten Valentin Ernst Löscher. Neben den theologischen  verfasste er auch stadtgeschichtliche Schriften.
Er war ab 1698 mit Johanna Rosina Lehmann (1678–1743), einer Tochter des Freiberger Superintendenten Christian Lehmann verheiratet. Ihr Sohn Christian Gottlob Hilscher wurde Verleger und über nahm den Miethschen Verlag in Dresden.

## Werke (Auswahl)
- Errores pictorum circa nativitatem Christi, Gunther, Leipzig 1689.
- De studio philosophiae gentilis, Gunther, Leipzig 1691.
- Beantwortung Eines Päpstischen Büchleins. So unter den Titul: Strittige Glaubens-Fragen, Mieth, Dresden 1705.
- Psalmus centesimus quinquagesimus hypermetros annotationibus illustratus, Richter, Bautzen 1716.
- Pathen-Pflicht, Oder Kurtze Anweisung, wie sich ein Gevatter vor, bey und nach der Tauffe Christlich verhalten soll, Mieth, Dresden und Leipzig 1721.
- Etwas Zu der Kirchen-Historie in Alt-Dreßden: Von der Reformation an biß auff das andere Jubilaeum, Mieth, Dresden und Leipzig 1721.
- Das verwündschte Kind: wird in einer duppelten Anrede allen Söhnen und Töchtern zu gottseeliger Erbauung vorgestellet, Hilscher, Dresden 1728.
- Von D. Martini Lutheri dreymaligen Anwesenheit in Alt-Dreßden, Mieth, Dresden 1728.
- Nachricht von einem gewissen Mönche in Dreßden, welcher sich, als eine böse Vorbedeutung, jezuweilen soll sehen lassen, Hilscher, Dresden 1729.